# Fernand-Jean-Joseph Thiry
Fernand-Jean-Joseph Thiry (Anor, 28 de septiembre de 1884-Fukuoka, 10 de mayo de 1930) fue un prelado católico francés, de la Sociedad de las Misiones Extranjeras de París, misionero en Japón y obispo de Fukuoka.

## Biografía
Fernand-Jean-Joseph Thiry nació en Anor, en el departamento de Norte (Francia), el 28 de septiembre de 1884, en el seno de una familia de agricultores. Ingresó a la Sociedad de las Misiones Extranjeras de París, donde fue ordenado sacerdote el 29 de junio de 1907 y fue destinado a la misión de Miyazaki en Japón.
El papa Pío XI le nombró como primer obispo de Fukuoka el 14 de julio de 1927. Fue consagrado el 11 de diciembre de ese mismo año, de manos de Mario Giardini, delegado apostólico en Japón. Durante su episcopado se dedicó a la institución de los organismos necesarios para la administración de la nueva diócesis, se interesó por educar a las primeras vocaciones nativas y ayudó al establecimiento de nuevos institutos religiosos, tales como las Hermanas de la Visitación de Japón, la primera congregación religiosa de ese país, fundada por Albert Henri Charles Breton y aprobada por él, en 1829. Murió el 10 de mayo de 1930.